# Pontia helice
The Meadow White (Pontia helice) là một loài bướm thuộc họ Pieridae. Nó được tìm thấy ở miền nam Africa.
Wingspan is 35–40 mm in males và 37–43 mm in females. Flight period is quanh năm.
Ấu trùng ăn Heliophila species, Lobularia martimia, Lepidum capense, Rapistrum rugosum, và Reseda odorata.

## Hình ảnh

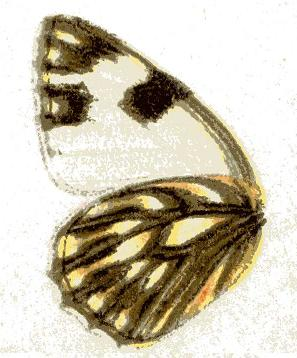
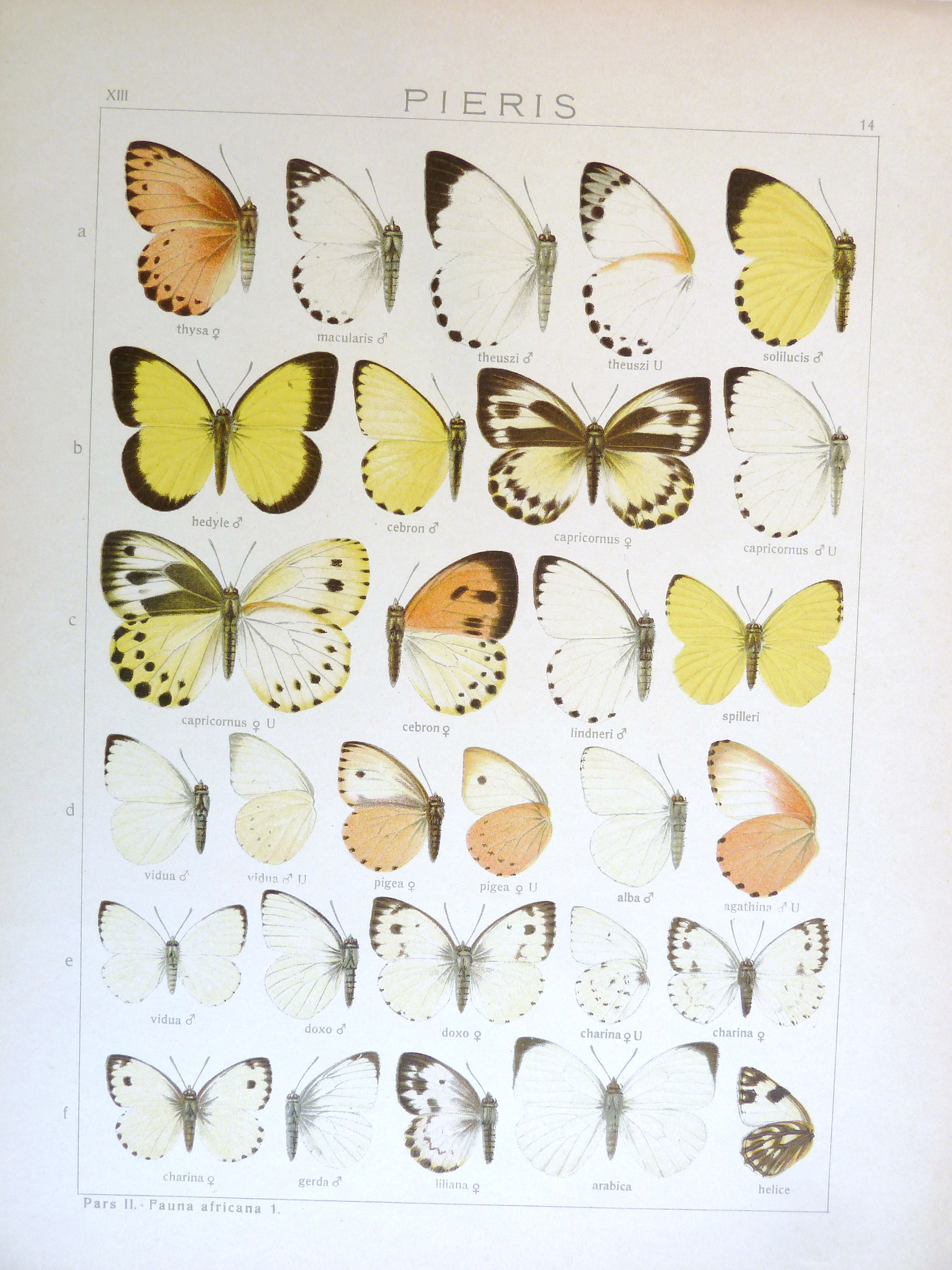